# 格雷巴奇卡湖
格雷巴奇卡湖（白俄羅斯語：Глыбачка）是白俄羅斯的湖泊，位於烏沙奇以北6公里，由維捷布斯克州負責管轄，長0.85公里、寬0.27公里，面積0.18平方公里，集水區面積1平方公里，湖岸線長度2.04公里，最大水深6米。